# وایتامین کوتاژ
وایتامین کوتاژ (انگلیسی: Vitamin Cottage) شرکت خرده‌فروشی آمریکایی است، که در سال ۱۹۵۵ تأسیس شد.